# Entalpi
Entalpi {\displaystyle H} er en sammensat størrelse inden for kemi og fysik og er defineret som summen af et systems indre energi og systemets tryk ganget med dets volumen. Entalpi er således et termodynamisk potential.
Entalpi - eller rettere entalpiændringer {\displaystyle \Delta H} - anvendes meget i kemisk termodynamik, i fx Hess' lov, fordi entalpien bl.a. beskriver, hvor meget (kemisk) energi der er til rådighed, når man ikke udnytter tryk-rumfangsarbejde. I praksis betyder dette, at entalpien normalt er mere interessant end den indre energi, når man har et system, hvor trykket hele tiden er det samme som omgivelsernes tryk, f.eks. fordi det er i en åben beholder. Den indre energi er derimod den mest interessante, hvis man f.eks. har en lukket beholder med konstant rumfang eller et system med et stempel eller lignende, hvormed rumfangsændringer kan omsættes til arbejde (som i f.eks. en benzinmotor, dieselmotor eller dampmaskine).

## Formel
Et systems entalpi kan udtrykkes med følgende formel:
{\displaystyle H=U+pV}
hvor
- {\displaystyle H} er entalpien,
- {\displaystyle U} er systemets indre energi (målt i joule),
- {\displaystyle p} er systemets tryk (målt i pascal),
- {\displaystyle V} er volumen (målt i kubikmeter).

Differentialet - dvs. en infinitesimal ændring - af entalpien er derfor givet ved
{\displaystyle \mathrm {d} H=\mathrm {d} U+p\mathrm {d} V+V\mathrm {d} p=T\mathrm {d} S+V\mathrm {d} p}
hvor differentialet for indre energi er indsat. Ændringen i et systems entalpi ved en process med konstant tryk, kan tilsvarende udtrykkes som:
{\displaystyle \Delta H=\Delta U+p\Delta V\,}
Hertil ses det, at entalpien kan stige på grund af to årsager: Enten vil systemets indre energi stige, eller også vil systemet udvide sig, og der bliver da udført et arbejde på atmosfæren for at give rum til systemet. Termodynamikkens 1. lov siger, at ændringen i indre energi er lig den tilførte varme plus det påførte komprimerings-udvidelses-arbejde {\displaystyle -p\Delta V} samt alle andre former for arbejde {\displaystyle W_{\text{andet}}} påført systemet:
{\displaystyle \Delta U=Q+(-p\Delta V)+W_{\text{andet}}}
Den ovenstående formel kan benyttes til at omskrive formlen for entalpi, som da bliver:
{\displaystyle \Delta H=Q+W_{\text{andet}}}
Dette resultat gælder da kun for konstant tryk. Hertil ses der at entalpien for et system, udelukkende afhænger af tilført varme og andre former for arbejde og altså ikke af komprimerings-udvidelses arbejde. I det tilfælde, hvor der ikke er andre former for arbejde, men kun er tilført varme, vil entalpien kunne fortælle direkte, hvor meget varme der er blevet tilført systemet.
{\displaystyle \Delta H=Q}
Symbolet {\displaystyle H} kommer passende af det engelske "heat".